# Thẩm phân máu

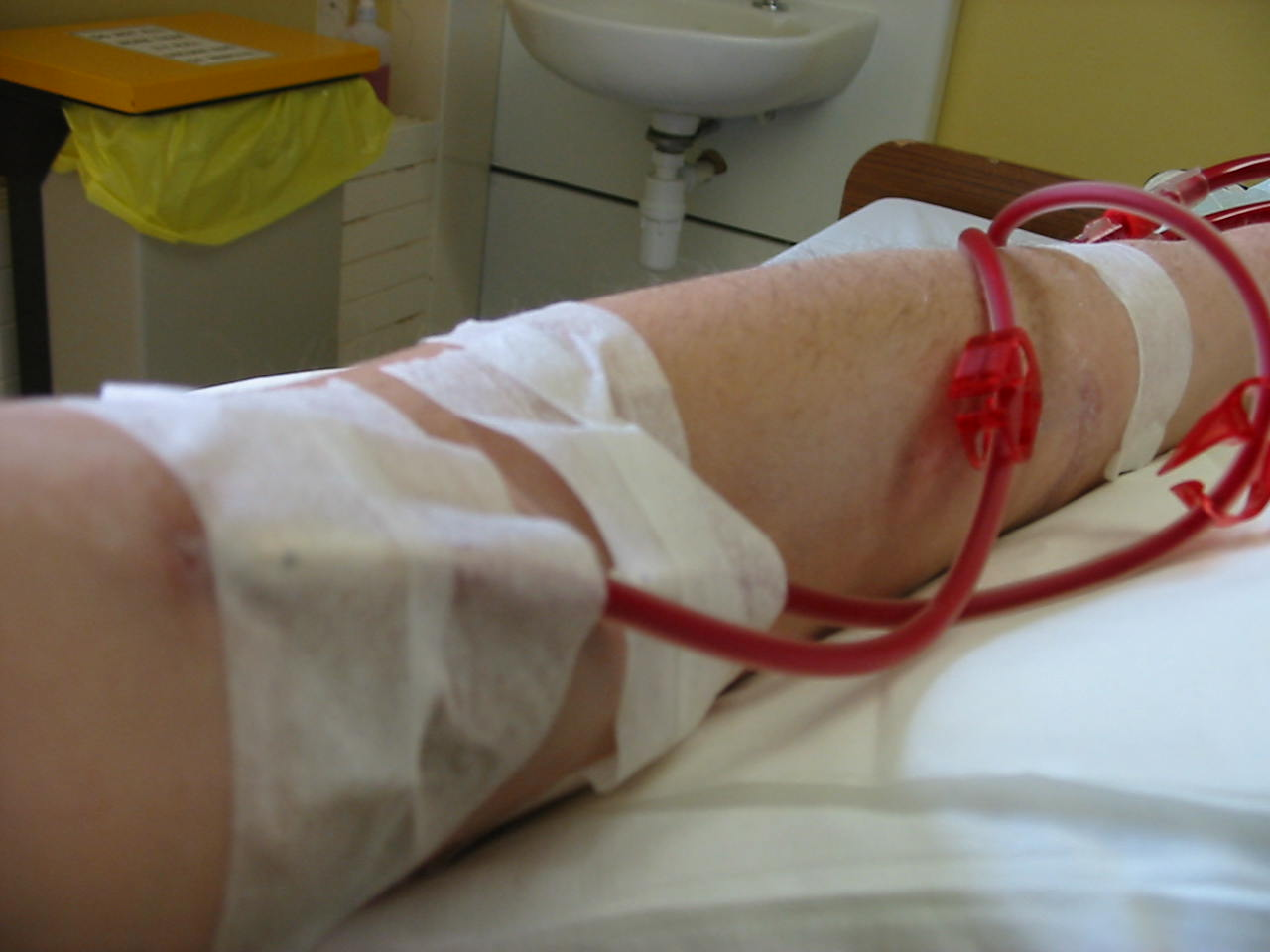
Quá trình thẩm phân máu

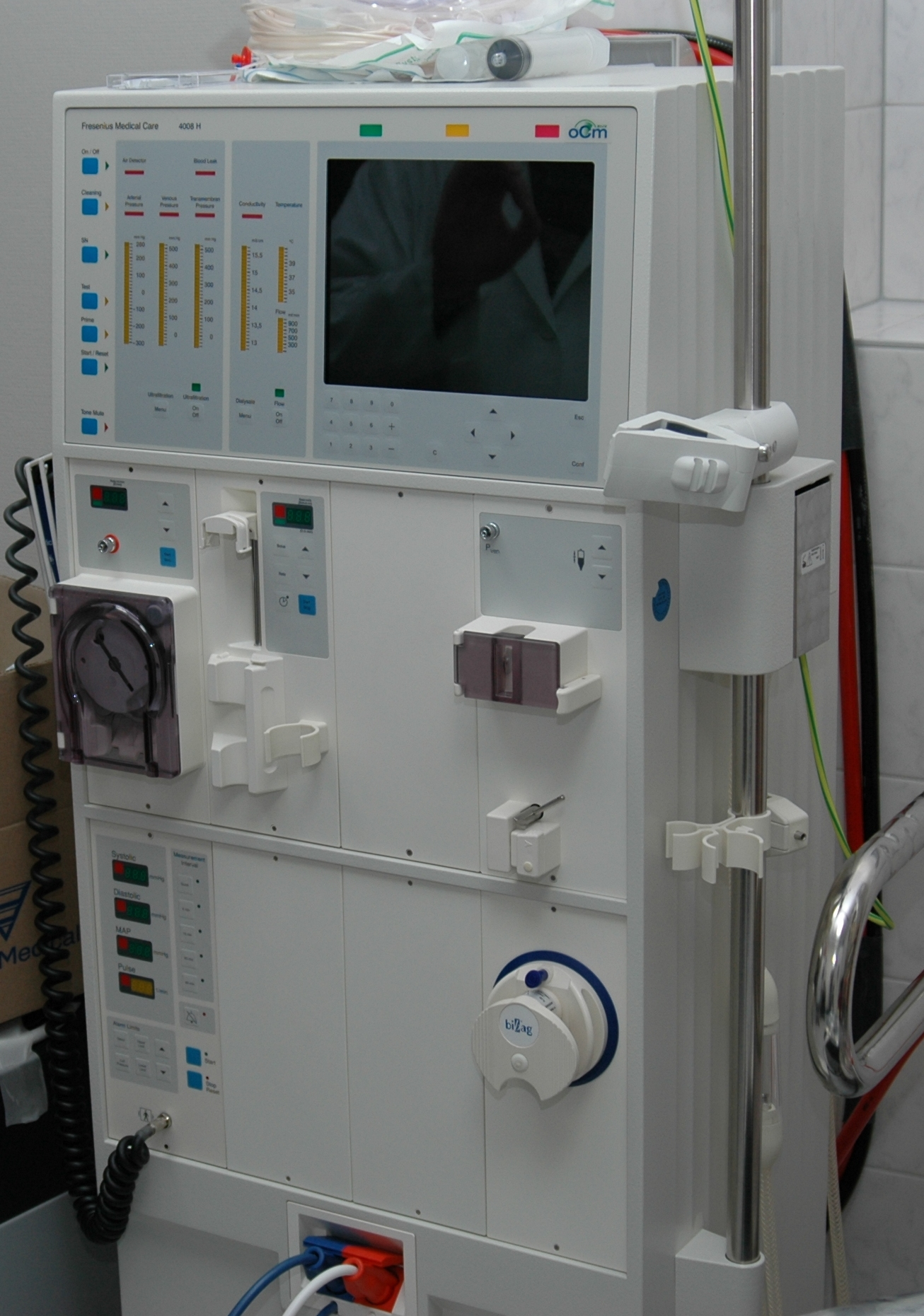
Máy lọc máu

Trong y học, Thẩm phân máu (haemodialysis hay haemodialysis) là phương pháp loại bỏ các chất thải như creatinine, urea, nước tự do từ máu được thực hiện bên ngoài cơ thể ở bệnh nhân suy thận. Thẩm phân máu là một trong ba phương pháp thay thế thận (hai phương pháp khác là phẫu thuật thay thận và thẩm phân phuc mạc).